# Aythya
Aythya ist eine Gattung der Entenvögel; sie wird den Tauchenten zugerechnet. Die Gattung umfasst zwölf Arten, von denen mit Reiher-, Moor- und Tafelente drei Arten regelmäßige Brutvögel der Avifauna Mitteleuropas sind. Die Madagaskarmoorente und die Baermoorente sind die seltensten Arten der Gattung und gelten als vom Aussterben bedroht.

## Merkmale
Die Moorente ist die kleinste Tauchente der Gattung Aythya. Die Vertreter der Art erreichen eine Körperlänge von 38 bis 42 Zentimetern. Moorenten wiegen durchschnittlich etwa 560 Gramm. Die nordamerikanische Riesentafelente dagegen erreicht eine Körperlänge von 48 bis 60 Zentimetern und wird bis zu 1270 Gramm schwer.
Charakteristisch für die Gattung ist ein kompakter Körperbau. Der Kopf ist im Verhältnis zur Körperlänge groß. Das Gefieder weist braune, schwarze, weiße oder graue Töne auf. Bei allen Arten der Gattung gibt es einen Geschlechtsdimorphismus, der allerdings unterschiedlich stark ausgeprägt ist. Ein vergleichsweise geringer Geschlechtsdimorphismus kommt bei der Moorente vor.

## Verbreitung
Die Arten der Gattung Aythya kommen in Süd- und Nordamerika, in Afrika, in Eurasien bis nach China und in Australien sowie Neuseeland vor. Sie fehlen dagegen in weiten Teilen Südostasiens und im Westen des Pazifiks.
Die Tasmanmoorente ist die einzige Tauchente der Fauna Australiens. Ein vergleichsweise kleines Verbreitungsgebiet hat die Maoriente, die ausschließlich auf Neuseeland vorkommt. Ein sehr großes Verbreitungsgebiet hat dagegen die Tafelente, die auf dem gesamten europäischen Kontinent verbreitet ist und in Asien bis zum Baikalsee vorkommt. Der Verbreitungsschwerpunkt der Moorente liegt in den Steppen und Halbwüsten Asiens und Osteuropas. Es gibt daneben jedoch auch einen kleinen mitteleuropäischen Brutbestand. Auf ein kleines Gebiet in Ostasien begrenzt ist die vom Aussterben bedrohte Baermoorente; die gleichfalls vom Aussterben bedrohte Madagaskarmoorente kommt nur noch in wenigen Gebieten auf Madagaskar vor. Riesentafelente, Rotkopfente und Ringschnabelente sind nordamerikanische Arten.

## Lebensweise
Die Nahrung besteht aus Pflanzenteilen und wirbellosen Tieren wie Wasserinsekten, Krebstieren und Weichtieren. Einige Arten ernähren sich fast ausschließlich von Pflanzen. Mit der Reiherente und der Bergente gibt es auch Arten, die fast ausschließlich tierische Nahrung fressen. Obwohl die Nahrung von Aythya-Arten meistens tauchend erbeutet wird, können sie im flachen Wasser auch wie Schwimmenten gründeln. In größeren Tiefen dienen die Tastsinneszellen auf dem Schnabel zum Aufspüren der Nahrung.

## Arten

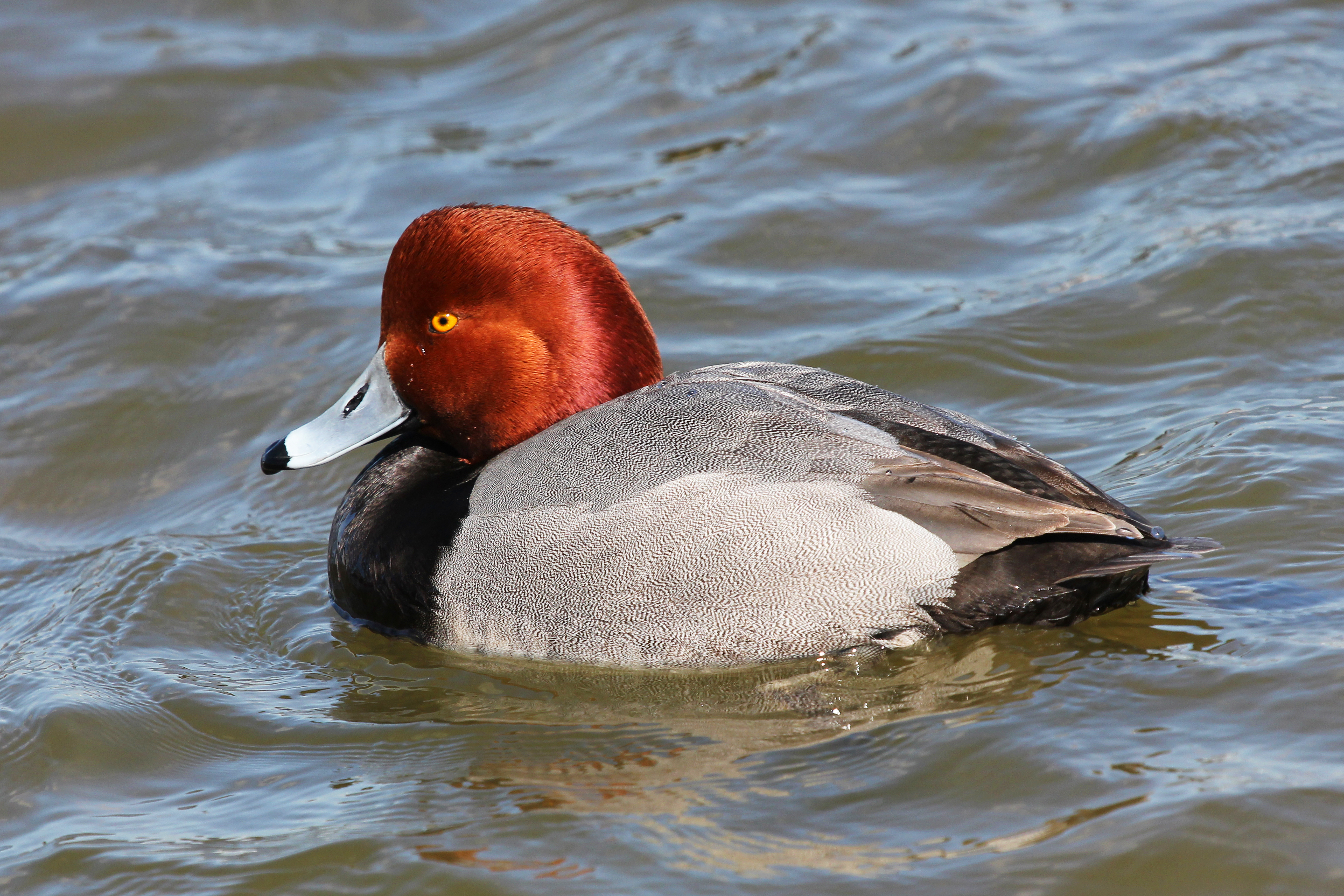
Rotkopfente, Maryland

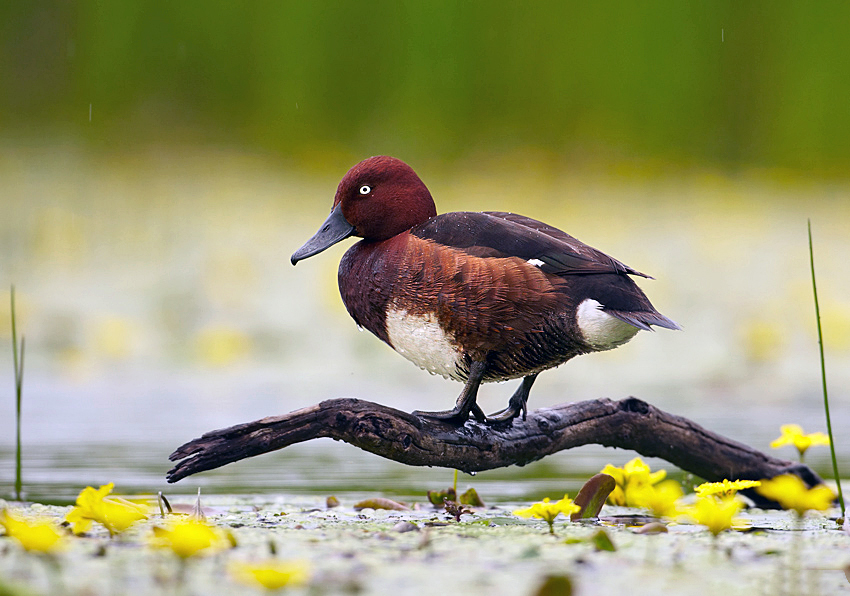
Moorente

Es werden die folgenden Arten unterschieden:
- Riesentafelente, Aythya valisineria
- Rotkopfente, Aythya americana
- Tafelente, Aythya ferina
- Tasmanmoorente, Aythya australis
- Madagaskarmoorente, Aythya innotata
- Moorente, Aythya nyroca
- Baermoorente, Aythya baeri
- Maoriente, Aythya novaeseelandiae
- Ringschnabelente, Aythya collaris
- Reiherente, Aythya fuligula
- Bergente, Aythya marila
- Kanadabergente, Aythya affinis

## Einzelbelege
1. ↑  Factsheet auf BirdLife International
2. ↑  Aythya baeri in der Roten Liste gefährdeter Arten der IUCN 2016. Eingestellt von: BirdLife International, 2016. Abgerufen am 20. Juni 2017.
3. ↑  Handbook of the Birds of the World zur Moorente, aufgerufen am 20. Juni 2017
4. ↑  Janet Kear (Hrsg.): Ducks, Geese and Swans. Oxford University Press, 2005, ISBN 0198546459, S. 640.
5. ↑  Bruce M. Beehler, Thane K. Pratt: Birds of New Guinea; Distribution, Taxonomy, and Systematics. Princeton University Press, Princeton 2016, ISBN 978-0-691-16424-3, S. 60.